# Pablo Parilla
Pablo Hernán Parrilla (Buenos Aires, 24 luglio 1973) è un allenatore di calcio a 5 ed ex giocatore di calcio a 5 argentino.

## Carriera
Di ruolo laterale, come massimo riconoscimento in carriera ha la partecipazione con la Nazionale maschile di calcio a 5 dell'Argentina a due campionati mondiali: nel FIFA Futsal World Championship 1992 i sudamericani sono giunti alla seconda fase, eliminati nel girone comprendente Paesi Bassi, Brasile e Stati Uniti; e nel FIFA Futsal World Championship 1996 in cui i gauchos sono usciti al primo turno.

## Palmarès

### Giocatore
- Campionato italiano: 1

Roma RCB: 2000-01

### Allenatore
- Campionato di Serie A2: 1

Cisternino: 2016-17